# 97 Klotho
97 Klotho este un asteroid din centura principală, descoperit pe 17 februarie 1868, de Ernst Tempel.